# Shmuel Yosef Agnon
Shmuel Yosef Agnon (tiếng Hebrew: שמואל יוסף עגנון, tên khai sinh là Shmuel Yosef Halevi Czaczkes; 17 tháng 6 năm 1888 – 17 tháng 2 năm 1970) là nhà văn Israel được trao giải Nobel Văn học năm 1966 cùng với Nelly Sachs.

## Tiểu sử
Shmuel Agnon sinh ở Buczacz, Galicia, Đế quốcc Áo-Hung (nay là Ukraina). Bố là nhà buôn da thú, mẹ là một phụ nữ hiểu biết rộng. Từ nhỏ Agnon sống trong môi trường rất sùng đạo, được giáo dục theo truyền thống Do Thái, thường đọc kinh Talmud và các tác phẩm thời cổ đại cũng như văn học Do Thái đương thời. Những tác phẩm đầu tay của ông viết bằng tiếng Hebrew và đăng ở các tờ báo địa phương. Năm 1909 ông in truyện ngắn Agunot (Người bị ruồng bỏ), kể về tình yêu trong quá khứ của một người đàn bà. Tên "Agunot" từ đó được ông lấy làm bút danh của mình. Năm 1912 Agnon định cư ở Berlin, nghiên cứu văn học cổ điển, dạy tiếng Hebrew và văn học Do Thái, cùng tham gia thành lập tạp chí Jude và xuất bản một số tập truyện vừa và truyện ngắn. Khi Chiến tranh thế giới thứ nhất xảy ra, ông trốn lính, sau đó sang tị nạn ở châu Âu, năm 1924 trở về sống tại Jerusalem. Trong thời gian này ông viết nhiều tác phẩm, đặc biệt trở nên nổi tiếng với bộ tiểu thuyết Hakhnasat Kalah (Chiếc màn cưới, 1931, hai tập) kể về những cuộc phiêu lưu của một người đàn ông nghèo sang Đông Âu tìm chồng và của hồi môn cho ba cô con gái. Những tác phẩm của Agnon phản ánh cuộc sống lưu vong, sự hoang mang và nỗi đau tinh thần của người Do Thái theo bút pháp kết hợp giữa chủ nghĩa hiện thực xã hội bắt nguồn từ văn học Phương Tây với chủ nghĩa tượng trưng, trong đó lòng nhân hậu, tình yêu, nỗi đau được thể hiện như một thứ thuyết bí truyền mang tính chất tôn giáo và huyền ảo.
Cuối thập niên 1950, một nhà phê bình người Mỹ rất có thế lực E. Welson đã đề cử Agnon nhận giải Nobel, nhưng đến năm 1966 ông mới được trao giải vì "nghệ thuật kể chuyện độc đáo một cách sâu sắc, chứa đựng các mô típ dân gian Do Thái" mà nổi bật nhất là Hakhnasat Kalah và Oreach Natah Lalun (Người khách đêm). Ngoài giải thưởng Nobel Agnon còn được tặng nhiều giải thưởng khác của nhà nước Israel vào các năm 1935, 1950, 1951, 1958 và nhiều giải thưởng của các trường đại học Do Thái và Hoa Kỳ. Năm 1962 ông được bầu là Công dân danh dự của Jerusalem. Những năm cuối đời nhà văn trở thành thần tượng của người dân Israel (đến mức khi tiến hành các công trình xây dựng, thị trưởng thành phố đã ra lệnh gắn biển gần nhà ông với dòng chữ "Giữ im lặng, Agnon đang làm việc"). Đánh giá về những thành tựu của Agnon, nhà phê bình Robert Albert cho rằng: "Trong di sản văn học phong phú của mình, S. Agnon đã động chạm đến những khía cạnh phức tạp nhất của thế giới đương đại... Không đánh mất mối liên hệ với quá khứ, ông tin tưởng sâu sắc rằng mối liên hệ như thế là cần thiết và có thể có được". Tuy nhiên Agnon cho rằng phần lớn người đọc sách của ông đã chết trong các trại tập trung phát xít, còn thế hệ trẻ lại khá thờ ơ với những giá trị được phản ánh trong đó. Agnon mất vì một cơn đau tim ở tuổi 82.

## Tác phẩm
- Agunot (Người bị ruồng bỏ, 1909), truyện
- Hakhnasat Kalah (Chiếc màn cưới, 1931), tiểu thuyết
- Kol Sippurav (Toàn tập truyện ngắn, 1931), tập truyện ngắn
- Bi-levav yamim (1933), tiểu thuyết
- Sippur Pashut (Một chuyện bình thường, 1935), tiểu thuyết
- Oreach Natah Lalun (Người khách đêm, 1937), tiểu thuyết
- Shevuat Emunim(1943), tiểu thuyết
- Temol Shilsom (Ngày hôm kia, 1945), tiểu thuyết
- Ido ve Enam (Ido và Enam, 1950), tiểu thuyết
- ʿAd henah (Đến ngày này, 1952), tiểu thuyết
- Shira (1971), tiểu thuyết
- Haesh ve haetsim (Lửa và gỗ), tập truyện